# Juanito Mediavilla
Juanito Mediavilla   (Burgos, 1950 - Burgos, 7 d'octubre de 2022), nom artístic de Juan López Mediavilla, fou un autor de còmics espanyol, conegut per la seua vessant de dibuixant de còmic underground i com a guionista, juntament amb Miguel Gallardo (1955-20229, del personatge Makoki. Els dos autors van crear Makoki a partir d'un relat de Felipe Borrallo, un personatge fugit d'un manicomi, vestit de faldons i amb un casc que va arrencar quan estava rebent un electroxoc.

## Biografia
Mediavilla es va traslladar amb vint anys a Barcelona, on va començar la seva trajectòria professional presentant els seus dibuixos en publicacions com la revista humorística Mata Ratos i altres capçaleres mítiques com El Papus o Disco Expres, i fent guions per a Vilmar Ediciones.
Posteriorment va iniciar les col·laboracions en publicacions contraculturals, entre d'altres, com Star, Butifarra!, Rock Comix, Hara Kiri, Rambla, Caníbal i a El Vibora, on als anys 1980 va escriure guions per a la sèrie Makoki, amb dibuixos de Miguel Gallardo. La popularitat del personatge de Makoki va ser tan gran que el 1982 va tenir la seva pròpia revista d'historietes, fins al 1993. Es considera que gràcies a la seua habilitat per atendre l'argot del carrer, els guions de Makoki fan un retrat del lumpen dels baixos fons barcelonins.
A El Víbora va ser també el creador dels personatges El Niñato i Juan Jaravaca, i juntament amb Gallardo, el Buitre Buitraker. Els seus personatges estaven a les antípodes de tot allò políticament correcte.